# Passionsfrukt
Passionsfrukt (Passiflora edulis), purpurgranadilla, granadilla, grenadilla eller passionsblomma, är en tropisk eller subtropisk klängväxt som växer vilt i södra Brasilien, Paraguay och norra Argentina. Den odlas på många ställen för sitt välsmakande bär - passionsfrukten – vars innehåll ofta blandas i olika juicer.

## Beskrivning
Växten har en stor strålformig krans av kronblad. Den är än mer spektakulär hos andra arter i släktet, som hos blå passionsblomma (Passiflora caerulea), som är vanlig som krukväxt.

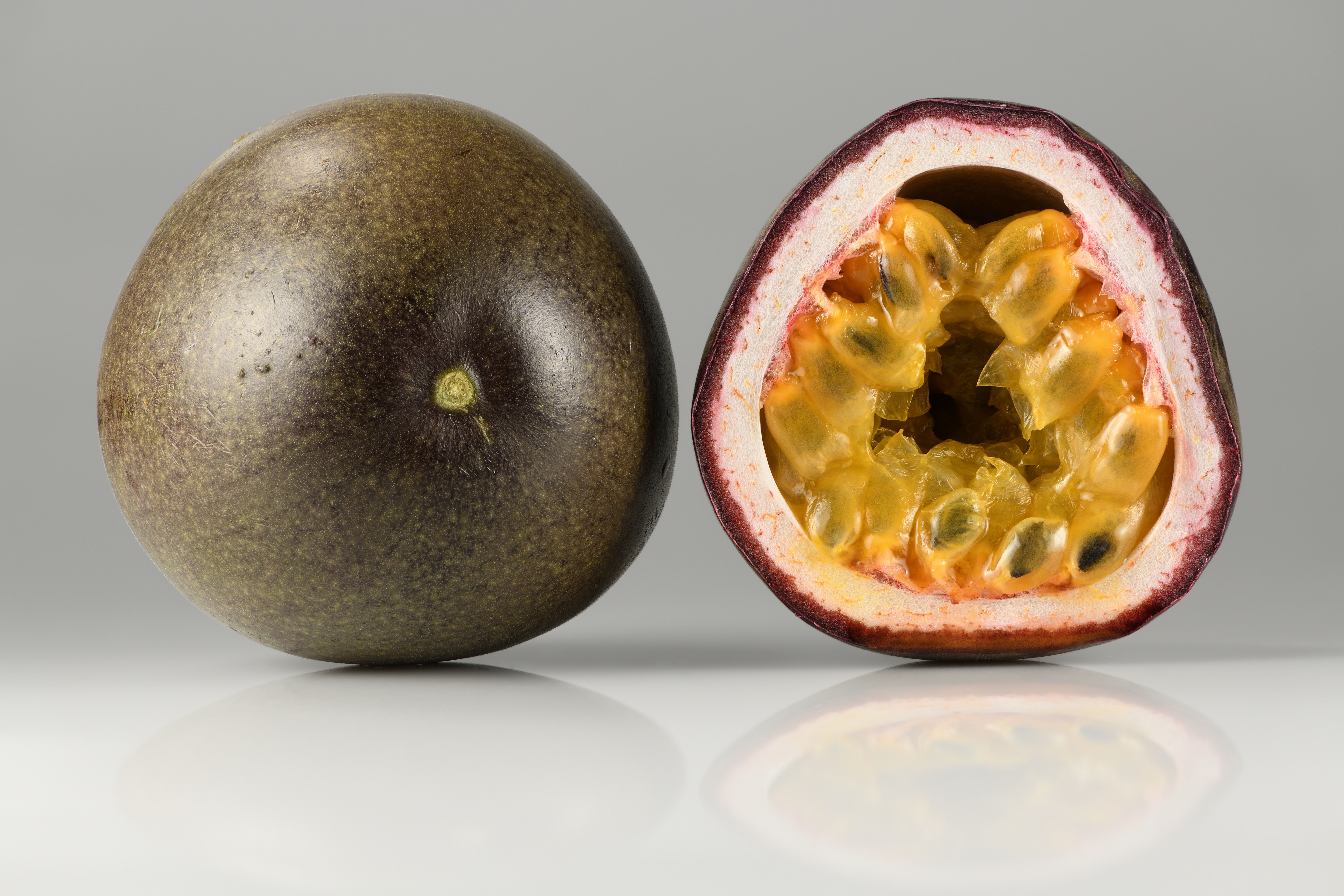
Passionsfrukter, bären hos växten passionsfrukt (passionsblomma).

Frukten är rund eller oval, och gul eller mörkt violett som mogen. Skalet är hårlöst och fruktköttet löst och fyllt av ett otal frön, "fruktkärnorna". 
Det finns två huvudsakliga varietéer av arten. Den ena, "blå passionsfrukt" (Passiflora edulis), är en subtropisk växt med ett violett fruktskal. Den andra, P. edulis f. flavicarpa Deg., är tropisk och har en frukt med gult skal. Den senare sorten kallas (i Brasilien) ibland "maracuja". Vissa besläktade arter kan också ha gult fruktskal, som sötgrenadill.

## Namn
Ett synonymt svenskt namn för passionsfrukt är purpurgrenadill.

## Odling
Passionsfrukt odlas kommersiellt i nordvästra Sydamerika (till exempel Brasilien), Västindien, södra Florida, Hawaii (där frukten kallas lilikoi), Australien och Sydafrika (där den kallas granadilla).

## Varieteter
Det finns flera varieteter, bland annat en form av passionsfrukt som på svenska kallas maracuja eller gul passionsfrukt (Passiflora edulis f. flavicarpa O.Deg.).

## Synonymer
- Passiflora pallidiflora Bertol., 1833
- Passiflora verrucifera Lindley, 1840
- Passiflora rubricaulis J. Jacq., 1844
- Passiflora pomifera M. Roemer, 1846